# Бища (гмина)
Бища (пол. Biszcza) — сельская гмина (волость) в Польше, входит как административная единица в Билгорайский повет, Люблинское воеводство. Административный центр гмины — деревня Бища. Население — 3918 человек (на 2006 год).

## Сельские округа
1. Бища
2. Буковина
3. Будзяже
4. Гузд-Липиньски
5. Воля-Кулёньска
6. Вулька-Биска
7. Сушка
8. Жары

## Соседние гмины

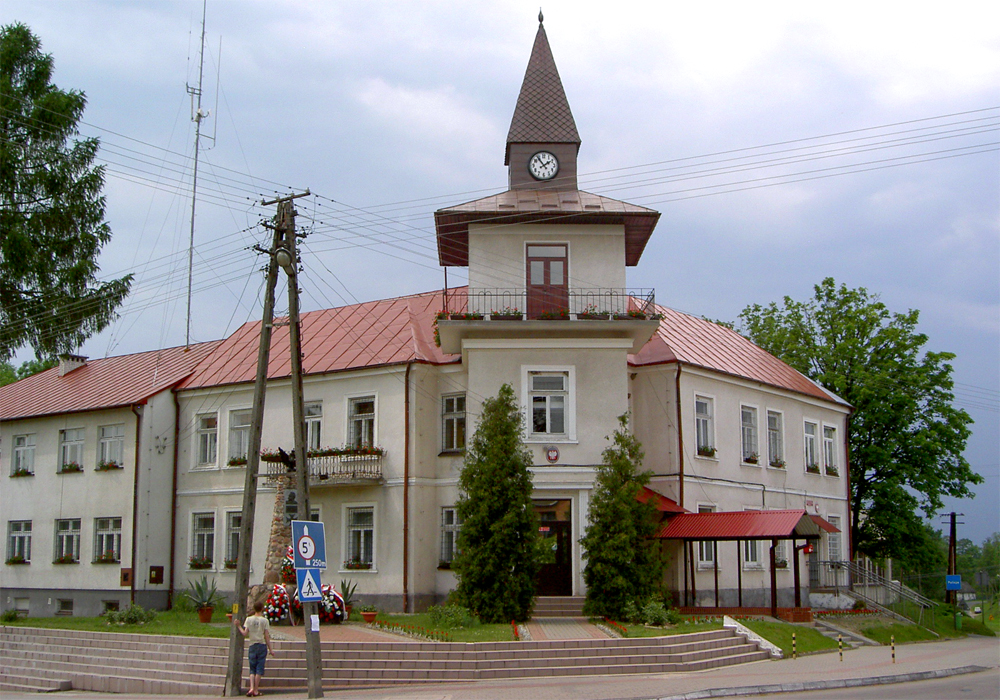
Гмина Бища

1. Гмина Билгорай
2. Гмина Харасюки
3. Гмина Ксенжполь
4. Гмина Курылувка
5. Гмина Поток-Гурны
6. Гмина Тарногруд